# (377) Campania
(377) Campania – planetoida z grupy pasa głównego asteroid okrążająca Słońce w ciągu 4 lat i 154 dni w średniej odległości 2,69 j.a. Została odkryta 20 września 1893 roku w Observatoire de Nice w Nicei przez Auguste Charloisa. Nazwa planetoidy pochodzi od Kampanii, regionu we Włoszech. Przed jej nadaniem planetoida nosiła oznaczenie tymczasowe (377) 1893 AN.